# 小行星90818
小行星90818（90818 Daverichards）是一颗绕太阳运转的小行星，为主小行星带小行星。该小行星于1995年9月发现。
該小行星以戴夫·理查茲（Dave Richards）命名。

## 轨道参数
小行星90818的轨道半长轴为408 245 744 km，2.7289154 UA，离心率为0.103。